# Agentes comunitários de saúde
O Programa de Agentes Comunitários de Saúde (PACS) é hoje considerado parte da Saúde da Família. Nos municípios onde há somente o PACS, este pode ser considerado um programa de transição para a Saúde da Família. No PACS, as ações dos agentes comunitários de saúde são acompanhadas e orientadas por um enfermeiro/supervisor lotado em uma unidade básica de saúde que possui as principais especialidades médicas (pediatria, clínica médica e ginecologia-obstetrícia) e demanda espontânea e/ou encaminhada por unidades elementares de saúde.

Símbolo oficial do SUS

## Origem e evolução.
Os primeiros profissionais de saúde eram conhecidos como Visitadores Sanitários e Inspetores de Saneamento, ainda vinculados ao projeto das campanhas de saúde pública que, no Brasil do início do século XX, controlaram os surtos de peste bubônica e erradicaram a febre amarela, entre outros agravos. Portanto, eram os responsáveis pelo controle de endemias nas áreas urbanas/rurais.
No Brasil, identifica-se a utilização desses técnicos de saúde desde a SUCAM – Superintendência de Campanhas de Saúde Pública, órgão que resultou da fusão do Departamento Nacional de Endemias Rurais (DENERu), da Campanha de Erradicação da Malária e da Campanha de Erradicação da Varíola aos programas de saúde, da década de 1970. 
Com efeito, sua origem parece ter sido na Rússia dos Czares, no século XVIII, época em que foi criada a figura do feldsher, palavra que, curiosamente, significa “barbeiro de campo”. Suas tarefas eram inicialmente ligadas à higiene e à saúde das tropas imperiais em missões de guerra. Isso evoluiu, posteriormente, também para a prestação de serviços à população civil. Outros supõem que a origem dessa estratégia deu-se na China, onde ficaram conhecidos como Médicos de pés descalços, no início dos anos 1950 e proposições de saúde comunitária com assistentes médicos nos Estados Unidos dos anos de 1960 e 1970.
A primeira experiência de Agentes Comunitários de Saúde como uma estratégia abrangente de saúde pública estruturada, ocorreu no Ceará em 1987, com o objetivo duplo de criar oportunidade de emprego para as mulheres na área da seca e, ao mesmo tempo, contribuir para a queda da mortalidade infantil, priorizando a realização de ações de saúde da mulher e da criança. Esta estratégia expandiu-se rapidamente no Estado, atingindo praticamente todos os municípios em três anos, sendo encampada pelo Ministério da Saúde (MS) mais ou menos nos mesmos moldes, em 1991. As primeiras experiências do Programa de Saúde da Família, PSF, nos moldes atuais, também surgiram no Ceará em janeiro de 1994, sendo encampadas pelo MS em março do mesmo ano, como estratégia de reorganização da atenção básica no país. A partir daí o Programa de Agentes Comunitários de Saúde, PACS, passou a ser incorporado pelo PSF.
O Agente Comunitário de Saúde (ACS) resultou da criação do PACS (Programa dos Agentes Comunitários de Saúde) em 1991, como parte do processo de construção do Sistema Único de Saúde, estabelecida por norma constitucional em 1988, . O Agente Comunitário de Saúde é capacitado para reunir informações de saúde sobre uma comunidade. Na concepção inicial, deveria ser um dos moradores daquela rua, daquele bairro, daquela região, selecionado por ter um bom relacionamento com seus vizinhos e condição de dedicar oito horas por dia ao trabalho de ACS. Orientado por supervisor (profissional enfermeiro ou médico) da unidade de saúde, realiza visitas domiciliares na área de abrangência da sua unidade, produzindo informações capazes de dimensionar os principais problemas de saúde de sua comunidade. 
Com a proposição do Ministério da Saúde de 1994, quando se criou o PSF (Programa de Saúde da Família), os Agentes Comunitários de Saúde podem ser encontrados em duas situações distintas em relação à rede do SUS: 
- Ligados a uma unidade básica de saúde ainda não organizada na lógica da Saúde da Família;
- Ligados a uma unidade básica de Saúde da Família como membro da equipe multiprofissional. Atualmente (2008), encontram-se em atividade no país 204 mil ACS, estando presentes tanto em comunidades rurais e periferias urbanas quanto em municípios altamente urbanizados e industrializados.

## Atribuições do Agente Comunitário

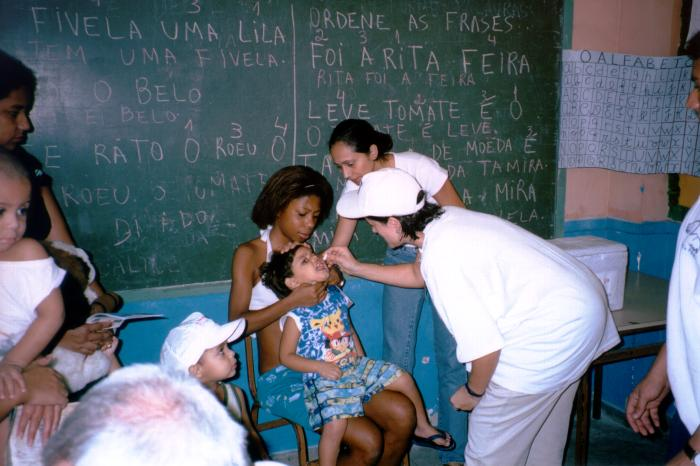
Agentes comunitários auxiliando a vacinação de pólio em crianças da favela da Rocinha no Rio de Janeiro em 2001. (Fonte: CDC)

Segundo documentos do Ministério da Saúde de 1994 Inclui-se no elenco de ações proposto:
- Estimular continuamente a organização comunitária;
- Participar da vida da comunidade, principalmente, através das organizações, estimulando a discussão das questões relativas à melhoria de vida da população;
- Fortalecer elos entre a comunidade e os serviços de saúde;
- Coletar dados sobre aspectos sociais, econômicos, sanitários e culturais;
- Informar aos demais membros da equipe de saúde da disponibilidade, necessidades e dinâmica social da comunidade;
- Orientar a comunidade para utilização adequada dos serviços de saúde;
- Registrar nascimentos, doenças de notificação compulsória e de vigilância epidemiológica e óbitos ocorridos;
- Cadastrar todas as famílias da sua área de abrangência;
- Identificar e registrar todas as gestantes e crianças de 0 a 6 anos de sua área de abrangência, através de visitas domiciliares;
- Atuar integrando as instituições governamentais e não governamentais, grupos de associações da comunidade (parteiras, clube de mães, etc.);
- Executar dentro do seu nível de competência, ações e atividades básicas de saúde:
- Acompanhamento de gestantes e nutrizes.
- Incentivo ao aleitamento materno.
- Acompanhamento do crescimento e desenvolvimento da criança.
- Garantia do cumprimento do calendário da vacinação e de outras vacinas que se fizerem necessárias.
- Controle das doenças diarreicas.
- Controle da Infecção Respiratória Aguda (IRA).
- Orientação quanto a alternativas alimentares.
- Utilização da medicina popular.
- Promoção das ações de saneamento e melhoria do meio ambiente.

Ver também o Manual do Agente Comunitário de Saúde que enfatiza a relação de conhecimento/ intervenção na comunidade incluindo sua representação ou participação no Conselho Municipal de Saúde.

## Agente de Saúde da Família
Em 1994 o Ministério da Saúde lançou o PSF como uma das estratégias da Política Nacional de Atenção Básica, com caráter organizativo complementar e substitutivo ao PACS para qual as ações dos agentes comunitários de saúde sejam acompanhadas e orientadas por um enfermeiro(a), sendo este profissional o responsável pela supervisão e acompanhamento do trabalho dos ACSs, lotado em uma unidade básica de saúde, que possui as especialidades básicas e demanda espontânea e/ou encaminhada por Unidades Elementares de Saúde.
Essencialmente, as atribuições do agente comunitário são as mesmas, contando agora com o apoio direto do enfermeiro(a) e médico(a) de saúde da família, responsáveis pela população de um mesmo território e/ou microrregião; e em alguns municípios contam ainda com odontólogos, profissionais de serviços sociais e psicólogos, na mesma unidade de saúde ou na unidade de referência (Unidades Básicas Matriciais).
Por outro lado, para cumprir a proposição de conhecer a realidade das famílias pelas quais são responsáveis (cerca de 150 famílias ou 750 pessoas por agente), identificando os problemas de saúde mais comuns e situações de risco às quais a população está exposta, novas demandas surgem ou se especificam continuamente.
O suporte ao atendimento da morbi-mortalidade por causas externas que englobam outros fatores de risco e danos à saúde como, por exemplo, os acidentes de trânsito, programas de recuperação para usuários de drogas, atenção aos problemas da violência doméstica contra mulher, criança ou idoso - para os quais existem proposições específicas de vigilância e controle, além do SIAB Sistema de Informação da Atenção Básica programa com o qual o ACS produz as informações relativas ao território que administra, não estava previsto para suas atribuições.
Novas formações profissionais de nível técnico têm sido argumentadas, propostas e instituídas para a capacitação de servidores que compõem o quadro do SUS e atuam diretamente com a SVS (Secretaria de Vigilância em Saúde). A formação técnica em Vigilância em Saúde, com o apoio do Ministério da Saúde aprimora ou complementa o conhecimento científico e tecnológico na área preventiva de doenças e agravos e na promoção da saúde, substituindo a antiga visão de trabalho do Agente de Combate às Endemias (o antigo visitador sanitário vulgo mata mosquito); e no âmbito da justiça e educação, o educador social. Esse último, em alguns aspectos, confunde-se com o serviço voluntário do técnico judiciário, conhecido como  Comissário de menores. A pergunta que fica no ar é: não seria melhor ampliar a capacidade do ACS incluindo uma melhor remuneração com o objetivo de valorizar este servidor do que apenas a pulverização dos profissionais da área da saúde?